# Laminarno strujanje
Laminarno strujanje je mirno, jednolično strujanje fluida (kapljevina i plinova) u paralelnim slojevima s malim miješanjem među njima, bez turbulencija.
To je prirodan tok zračne struje strujanja. Pojavljuje se kada fluid (voda ili zrak) teče paralelnim slojevima, bez poremećaja između slojeva. U dinamici fluida, laminarni tok je režim toka karakteriziran visokim momentom difuzije i niskim momentom konvekcije. 
Suprotni pojam laminarnom strujanju je turbulentno strujanje. U ostalim uvjetima laminarni tok je "glatki režim", dok je turbulentno strujanje "grubi režim".
Bezdimenzijski Reynoldsov broj (Re) je važan parametar u jednadžbi kojeg opisuju protočni uvjeti od malih brojeva koji su karakteristični za laminarno strujanje dok veći brojevi su karakteristični za turbulentno strujanje.
U slučaju stacionarnog toka kroz cijev s kružnim poprečnim presjekom, Reynoldsove brojeve manje od 2300 se općenito smatraju laminarnim . Međutim, Reynoldsove brojeve za koje će laminarni tok postati turbulentni ovise o geometriji protoka. Kada je Reynoldsov broj manji od 10, vrijedi Stokesova jednadžba. To se događa u strujanju vode s međuzrnskom poroznošću tj. zbog procjeđivanja. Ovo je ekstremni slučaj gdje su sile od trenja puno veće od inercijskih sila.
Na primjer, uzmimo protok zraka preko krila aviona. Rubni sloj je veoma tanki sloj od zraka koji leži iznad površine krila (i sve ostale površine aviona). Budući da zrak ima viskoznost, ovaj tanki sloj zraka se pridržava uz površinu aviona. Kako se krilo giba kroz zrak, rubni sloj iz početka glatko teče preko aeroprofila. Ovdje se tok naziva laminar, a rubni sloj je laminaran.

## Vanjske poveznice
- http://www.youtube.com/watch?v=p08_KlTKP50
- https://www.youtube.com/shorts/IasJz6KNd6U laminarno strujanje vode
- http://www.youtube.com/watch?v=KqqtOb30jWs laminarni tok u cijevi